# Ga Lat Phrao 83 MRT

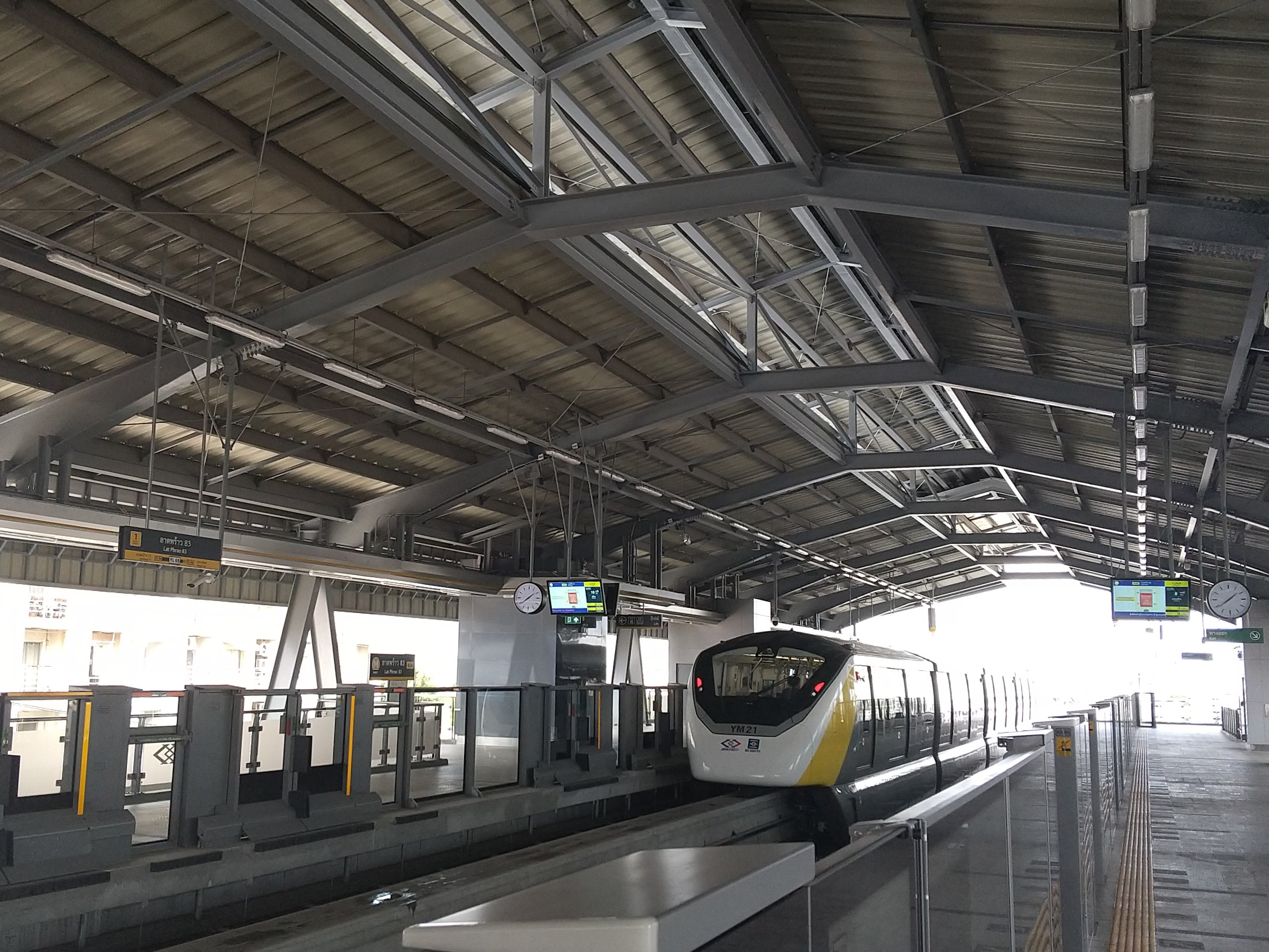
Ke ga

Ga Lat Phrao 83 (tiếng Thái: สถานีลาดพร้าว 83) là một ga Bangkok MRT trêb Tuyến Vàng. Nhà ga nằm trên Đường Lat Phrao, gần Soi Lat Phrao 83 tại quận Wang Thonglang, Băng Cốc. Nhà ga có bốn lối vào. Nó được mở cửa ngày 12 tháng 6 năm 2023 như một phần chạy thử nghiệm giữa Hua Mak và Phawana.